# Maria Bonita, Rainha do Cangaço
Maria Bonita, Rainha do Cangaço é um filme brasileiro de 1968 dirigido por Miguel Borges.

## Sinopse
Biografia romanceada de Maria Bonita, filha de pobre lavrador que, raptada por Lampião, se tornaria sua amante.
No dia do seu casamento com um sapateiro, ela socorre um cangaceiro. Sua fama chega a Lampião, que a manda raptar e faz dela sua amante, deixando enciumada Zefinha, a amante desprezada.
Aos poucos, o fascínio de Maria Bonita pelo cangaço vai sendo substituído pela realidade, numa sucessão de conflitos até o conhecido desfecho na fazenda de Angicos.

## Elenco
- Celi Ribeiro .... Maria Bonita
- Milton Moraes .... Lampião
- Roberto Batalin .... Bento
- Sônia Dutra .... Zefinha
- Ivan Cândido .... cabo João
- Joffre Soares .... Salustiano
- Waldir Onofre .... Azulão
- Rodolfo Arena .... coronel Canavieira
- José Marinho .... Severino
- Roberto Ferreira .... comprador de mulheres
- Regina Célia .... mulher comprada
- Rogério Fróes .... Corisco
- Léa Cardoso .... fazendeira
- Wilson Grey
- Gilberto Marques .... coronel Pereira
- Leovegildo Cordeiro
- Milton Correia
- Jefferson Dantas
- Ura de Agadir
- Jair Frazão .... marido de Maria Bonita
- Pascoal Guida
- Geraldo José
- Frances Khan
- José Vicente